# Шимко Ганна
Га́нна Шимко́ (10 січня 1913, Кищенці, Уманський повіт, Київська губернія —?) — українська селянка. Праведниця народів світу (06.03.1996).

## Життєпис
Народилася 10 січня 1913 року у селі Кищенці Київської губернії (нині — Уманський район Черкаської області). З селянської родини. Була одружена, мала двох дітей. З початку Другої світової війни залишилася у Кищенцях. Чоловік пішов на фронт.

## Історія громадянського подвигу
Село Кищенці було окуповане у серпні 1941 р. Протягом місяця всі місцеві євреї були депортовані. У селі залишилася тільки 26-річна Валентина Голуба, яка сховалася неподалік села. Щоночі вона поверталася в село, щоб попросити трохи їжі, і стукала у будинки сусідів. Одного разу вона постукала у вікно Ганни Шимко і попросилася переночувати, бо на вулиці було вже досить холодно. Шимко впустила дівчину, і та проживала у неї аж до звільнення території у 1944 р.
Разом жінки вирили яму за піччю, куди ховалася Валентина Голуба, коли в хаті були гості. Щодня господиня дому ходила на роботу, зачиняючи дівчину всередині хати, та ж дивилася за дітьми і робила хатню роботу. Інколи Голуба виходила з дому і йшла до своїх друзів у селі, але ніколи не розповідала, де переховується. Друзі давали трохи їжі, і це давало можливість їм обом і дітям вижити.
У 1942 р. один з сусідів побачив Голубу і, як не прохала Шимко не говорити про це, зовсім скоро по селу поповзла новина, що в неї переховується єврейка. Дівчина покинула дім, а коли все стихло — повернулася.
Після звільнення села Валентина Голуба ще рік жила у Ганни Шимко, потім переїхала в Умань і там вступила в шлюб.
Валентина і Ганна постійно підтримували зв'язок. У 1990 р. Валентина Голуба емігрувала у Ізраїль.
6 березня 1996 р. Яд Вашем присвоїв Ганні Шимко почесне звання «Праведник народів світу».
Увіковічнена на Стіні Пошани.